# 卞庄站
卞庄站是一个京沪线上的铁路车站，位于安徽省明光市古沛镇，建于1920年，目前为四等站，邮政编码为239442。目前客运：办理旅客乘降；行李、包裹托运；货运：办理整车货物发到；不办理整车爆炸品及整车一级氧化剂发到。